# Neududlau
Neududlau ist eine Rotte in der Ortschaft Illmanns in der Gemeinde Reingers in Niederösterreich.

## Geografie
Die Rotte befindet sich etwa einen Kilometer nordöstlich von Illmanns und besteht nur aus wenigen Gehöften. Durch die Rotte führt der Rundwanderweg Am Weg des 20. Jahrhunderts.